# Tedania conica
Tedania conica är en svampdjursart som beskrevs av Baer 1906. Tedania conica ingår i släktet Tedania och familjen Tedaniidae. Inga underarter finns listade i Catalogue of Life.